# Vărchari
Vărchari (bulgariska: Върхари) är ett distrikt i Bulgarien.   Det ligger i kommunen Obsjtina Momtjilgrad och regionen Kărdzjali, i den sydvästra delen av landet, 140 km sydost om huvudstaden Sofia.